# Chrysometa kochalkai
Chrysometa kochalkai là một loài nhện trong họ Tetragnathidae.
Loài này thuộc chi Chrysometa. Chrysometa kochalkai được Herbert W. Levi miêu tả năm 1986.